# Małgorzata Curyło
Małgorzata Curyło (ur. 13 stycznia 1994) – polska lekkoatletka specjalizująca się w biegu na 400 metrów.
Medalistka biegów sztafetowych 4 × 400 metrów na Mistrzostwach Europy Juniorów w Lekkoatletyce 2013 w Rieti (złoty medal) i Młodzieżowych Mistrzostw Europy w Lekkoatletyce 2015 w Tallinnie (srebrny medal). Finalistka Mistrzostw Świata Juniorów w Lekkoatletyce 2012 w tej samej konkurencji (7. miejsce). W 2017 roku zawodniczka wystartowała na IAAF World Relays, gdzie w sztafecie mieszanej 4 × 400 metrów zajęła czwarte miejsce.
Medalistka mistrzostw Polski juniorów i juniorów młodszych, a także Ogólnopolskiej Olimpiady Młodzieży na stadionie oraz w hali na różnych dystansach sprinterskich. Halowa mistrzyni Polski seniorów 2014 i 2016 w sztafecie 4 × 400 metrów.

## Osiągnięcia
| Rok  | Impreza                        | Miejsce   | Konkurencja                        | Lokata     | Wynik   |
| ---- | ------------------------------ | --------- | ---------------------------------- | ---------- | ------- |
| 2012 | Mistrzostwa świata juniorów    | Barcelona | 4 × 400 metrów                     | 7. miejsce | 3:37,90 |
| 2013 | Mistrzostwa Europy juniorów    | Rieti     | 4 × 400 metrów                     | 1. miejsce | 3:32,63 |
| 2013 | Mistrzostwa Europy juniorów    | Rieti     | 400 metrów                         | eliminacje | 53,90   |
| 2015 | Młodzieżowe mistrzostwa Europy | Tallinn   | 4 × 400 metrów                     | 2. miejsce | 3:30,24 |
| 2017 | IAAF World Relays              | Nassau    | sztafeta 4 × 400 metrów (mieszana) | 4. miejsce | 3:22,26 |